# Save a Prayer
"Save a Prayer" is een nummer van de Britse popband Duran Duran. Het is oorspronkelijk uitgebracht op 9 augustus 1982 als de derde single van het tweede album, Rio. De videoclip van het nummer is opgenomen in Sri Lanka en geregisseerd door Russel Mulcahy.
In januari 1985 is in de VS, Canada en Europa een "special edited version" uitgebracht. Deze versie werd een grotere hit dan het origineel uit 1982.

## Waardering
De plaat behaalde de nummer-2 positie in thuisland het Verenigd Koninkrijk en de Ierse hitlijst en werd een nummer-1 hit in Frankrijk. 
In Nederland was de "special edited version" van de plaat op donderdag 7 februari 1985 TROS Paradeplaat op Hilversum 3 en werd een radiohit in de destijds drie hitlijsten op de nationale publieke popzender. De single bereikte de 19e positie in de Nederlandse Top 40, de 17e positie in de Nationale Hitparade en piekte op de 16e positie in de TROS Top 50. In de Europese hitlijst op Hilversum 3, de TROS Europarade, werd géén notering behaald.
In België bereikte de plaat eind maart 1985 de 19e positie in de voorloper van de Vlaamse Ultratop 50 en de 20e positie in de Vlaamse Radio 2 Top 30. 
Behalve op het album Rio, staat het nummer ook op alle verzamelalbums van de band en het live-album Arena, uitgebracht in november 1984.

### NPO Radio 2 Top 2000
| Nummer met noteringen in de NPO Radio 2 Top 2000 | '00 | '01 | '02 | '03 | '04 | '05  | '06  | '07  | '08 | '09  | '10  | '11  | '12  | '13  | '14  | '15 | '16  | '17  | '18  | '19  | '20  | '21  | '22  | '23  | '24  |
| ------------------------------------------------ | --- | --- | --- | --- | --- | ---- | ---- | ---- | --- | ---- | ---- | ---- | ---- | ---- | ---- | --- | ---- | ---- | ---- | ---- | ---- | ---- | ---- | ---- | ---- |
| Save a Prayer                                    | 493 | 813 | 458 | 701 | 812 | 1119 | 1177 | 1314 | 982 | 1230 | 1302 | 1098 | 1143 | 1137 | 1162 | 858 | 1214 | 1046 | 1304 | 1353 | 1268 | 1226 | 1374 | 1347 | 1402 |

1. ↑  Een vetgedrukt getal geeft de hoogste notering aan.
2. ↑  2000 was het eerste jaar met een notering voor dit nummer.

## Covers en samples

### U2/Heller & Farley
In 1992 maakte het houseduo Heller & Farley de zooromancer remix van Salomé van U2. Hiervoor werd de synthesizermelodie uit het begin gebruikt en versneld afgespeeld.

### Shut Up and Dance
Het Britse duo Shut Up & Dance samplede het refrein op hun single Save It 'Til The Mourning After uit 1995. Het werd een  top 50-hit in eigen land (#25) en in Nederland (#41).

### Tony Hadley
Tony Hadley, zanger van de Britse band Spandau Ballet, nam het op voor zijn tweede soloalbum uit 1997 waarop hij songs uit de jaren 80 covert. Van de vermeende concurrentiestrijd met Duran Duran was allang geen sprake meer, want Simon le Bon werd gevraagd voor de achtergrondzang.

### Eagles of Death Metal
De Californische rockband Eagles of Death Metal heeft het nummer gecoverd op het album Zipper Down uit 2015. Na de aanslagen in Parijs in november 2015 zijn er online campagnes gestart om dit nummer op 1 in de Britse hitlijst te krijgen. Duran Duran heeft daarbij aangegeven om alle royalty's die zij zou ontvangen aan een goed doel te schenken. De coverversie kwam niet hoger dan de 53e positie in de Britse lijst. In Nederland werd de 21e positie van de Tipparade gehaald. Het nummer verscheen in 2015 ook in de NPO Radio 2 Top 2000.

#### NPO Radio 2 Top 2000
Save a Prayer stond alleen in 2015 in de NPO Radio 2 Top 2000, op plek 1833.